# Delivered At Place
Delivered at Place (DAP, с англ. — «Поставка в место назначения») — условия поставки Инкотермс 2010. Delivered at Place означает, что продавец выполнил своё обязательство по поставке, когда он предоставил покупателю товар, выпущенный в таможенном режиме экспорта и готовый к разгрузке с транспортного средства, прибывшего в указанное место назначения. Условия поставки DAP возлагают на продавца обязанности нести все расходы и риски, связанные с транспортировкой товара в место назначения, включая (где это потребуется) любые сборы для экспорта из страны отправления.
Термин DAP может применяться при перевозке товара любым видом транспорта, включая смешанные (мультимодальные) перевозки. Под словом «перевозчик» понимается любое лицо, которое на основании договора перевозки берёт на себя обязательство обеспечить самому или организовать перевозку товара по железной дороге, автомобильным, воздушным, морским и внутренним водным транспортом или комбинацией этих видов транспорта.
Базис поставки DAP Инкотермс 2010 возлагает на продавца обязанность по выполнению экспортных таможенных процедур для вывоза товара, однако продавец не обязан выполнять таможенные формальности для ввоза товара, уплачивать импортные таможенные пошлины или выполнять иные импортные таможенные процедуры при ввозе. При намерении сторон возложить на продавца все риски и расходы по выполнению импортных таможенных формальностей для ввоза товара целесообразно использовать термин DDP.